# Polar Music Prize
O Polar Music Prize é um prêmio internacional sueco fundado em 1989 por Stig Anderson, mais conhecido como o empresário da banda sueca ABBA, com uma doação para a Royal Swedish Academy of Music. O prêmio é concedido anualmente a um músico contemporâneo e um músico clássico. As exceções foram feitas em 2001, quando foi concedido a três músicos (um compositor, um músico contemporâneo e um inventor), e 2003, quando foi concedido apenas a um músico. Sem quaisquer restrições de nacionalidade, o prêmio deve ser "concedido por realizações significativas na música e/ou atividade musical, ou por realizações que sejam consideradas de grande importância potencial para a música ou atividade musical, e deve ser aplicável a todos os campos dentro ou intimamente ligado à música ". O prêmio foi chamado de "Prêmio Nobel de Música" na Suécia.
Os prêmios foram apresentados pela primeira vez em 1992. Os destinatários foram Sir Paul McCartney e os três Estados Bálticos: Estônia, Letônia e Lituânia. Cada um desses quatro laureados recebeu 1 milhão de kr (aproximadamente US$ 120.000 nas taxas de 2016, US$ 106.000 em 2019) apresentado por Sua Majestade o rei Carl XVI Gustaf da Suécia em uma cerimônia no Stockholm Concert Hall em junho de cada ano. O Polar Music Prize é considerado a principal honra musical da Suécia. O prêmio é supervisionado pela Stig Anderson Music Award Foundation, que inclui membros da família de Anderson e representantes da SKAP - a Sociedade Sueca de Compositores, Compositores e Autores e a Sociedade Sueca de Direitos Performativos. Um comitê de músicos, outros membros experientes da indústria musical e membros da família de Anderson selecionam os ganhadores do prêmio entre as nomeações apresentadas por representantes de várias organizações internacionais da indústria musical, como a European Composer and Songwriter Alliance. O valor do prêmio é arrecadado com a receita da doação, enquanto a cerimônia é financiada por patrocinadores. Em junho de 2018, foi relatado por uma rádio de serviço público sueca que a organização do Polar Prize teve grandes perdas financeiras por vários anos.
O atual CEO do Polar Music Prize é Marie Ledin; ex-ocupantes do cargo incluem Stuart Ward e Hélène Carendi.

## Laureados
| Ano  | Recebedor                                                   | Nacionalidade                                    | Motivo | Ref    |
| ---- | ----------------------------------------------------------- | ------------------------------------------------ | --- | ------ |
| 1992 | Paul McCartney                                              | Reino Unido                                      | "...por sua criatividade e imaginação como compositor e artista, que revitalizou a música popular em todo o mundo nos últimos 30 anos." | [ 7 ]  |
| 1992 | Estados Bálticos                                            | os Estados Bálticos (Estônia, Letônia, Lituânia) | "...para apoiar sua cultura musical nacional, como um núcleo para a formação de sociedades de direitos performáticos em cooperação internacional." | [ 8 ]  |
| 1993 | Dizzy Gillespie                                             | Estados Unidos                                   | "...Familiarizado com as origens e raízes do jazz e percebendo seu desenvolvimento fértil a partir de uma variedade de culturas musicais, Dizzy Gillespie entrou em cena, quase meio século atrás, como um inovador revolucionário." | [ 9 ]  |
| 1993 | Witold Lutosławski                                          | Polônia                                          | "...um dos pioneiros da música artística europeia contemporânea." | [ 10 ] |
| 1994 | Quincy Jones                                                | Estados Unidos                                   | "...um mágico musical que transcende fronteiras." | [ 11 ] |
| 1994 | Nikolaus Harnoncourt                                        | Áustria                                          | "...é hoje um dos pioneiros no renascimento do interesse, nas últimas décadas, pela música antiga executada em instrumentos autênticos. Mas ele também é um pioneiro independente que está constantemente descobrindo novas dimensões dos clássicos." | [ 12 ] |
| 1995 | Elton John                                                  | Reino Unido                                      | "...uma figura central na música popular dos anos 70 e 80 e, eventualmente, uma excêntrica mega-estrela com uma grande produção de sucessos com uma resposta mundial de um público de base ampla." | [ 13 ] |
| 1995 | Mstislav Rostropovich                                       | Rússia                                           | "...por uma realização artística única que se distingue pela originalidade, independência, fluência e vigor de interpretação e domínio instrumental." | [ 14 ] |
| 1996 | Joni Mitchell                                               | Canadá                                           | "Em uma longa carreira de arte prolífica e multifacetada, ela combinou os papéis de compositora, escritora lírica, artista vocal e música com uma impressionante variedade de 'primeiros instrumentos'." | [ 15 ] |
| 1996 | Pierre Boulez                                               | França                                           | "Sua profunda musicalidade, inteligência clara e clarividência incomum permitiram-lhe atuar em um campo mais amplo do que a grande maioria. Assim, ele ocupou a vanguarda como compositor, intérprete/regente e eminente teórico, e fez contribuições únicas como debatedor e fonte de ideias." | [ 16 ] |
| 1997 | Bruce Springsteen                                           | Estados Unidos                                   | "Em um mundo da música onde os estilos estão variando o tempo todo, Bruce Springsteen fica com os dois pés firmemente plantados no chão do rock'n'roll." | [ 17 ] |
| 1997 | Eric Ericson                                                | Suécia                                           | "...por suas realizações pioneiras como maestro, professor, criador artístico e inspirador na música coral sueca e internacional." | [ 18 ] |
| 1998 | Ray Charles                                                 | Estados Unidos                                   | "...uma das principais figuras da soul music e um importante inovador estilístico com uma diversidade incomum de raízes musicais..." | [ 19 ] |
| 1998 | Ravi Shankar                                                | Índia                                            | "...por quase seis décadas de realizações como um artista brilhante e explorador da música artística de seu país e ao mesmo tempo um importante representante e comunicador das tradições musicais do Oriente para a civilização ocidental." | [ 20 ] |
| 1999 | Stevie Wonder                                               | Estados Unidos                                   | "...por uma carreira única como cantor, compositor e artista de palco." | [ 21 ] |
| 1999 | Iannis Xenakis                                              | Grécia                                           | "...por uma longa sucessão de obras vigorosas, carregadas de sensibilidade, compromisso e paixão, [...] exercendo dentro de seus vários campos uma influência que não pode ser facilmente exagerada." | [ 22 ] |
| 2000 | Bob Dylan                                                   | Estados Unidos                                   | "Suas realizações abrangem mais de cinco décadas de criatividade em constante mudança e exibem inovação contínua, enquanto permanecem firmemente enraizados nas tradições musicais americanas." | [ 23 ] |
| 2000 | Isaac Stern                                                 | Estados Unidos                                   | "...por uma arte única e consumada distinguida por uma musicalidade pessoal sem comparação por meio século, por sua realização pioneira em nome de jovens em todo o mundo, por seu compromisso paciente e enérgico para preservar e desenvolver lugares onde se toca música e por sua atitude intransigente em relação ao poder humanístico da música." | [ 24 ] |
| 2001 | Burt Bacharach                                              | Estados Unidos                                   | "Bacharach tem tido um grande papel na cena musical internacional desde sua estreia no final dos anos 1950, produzindo uma série de clássicos atemporais decorrentes de seu sentimento infalível por melodias poderosas, memoráveis e inconfundivelmente pessoais e por uma harmonia brilhantemente projetada." | [ 25 ] |
| 2001 | Robert Moog                                                 | Estados Unidos                                   | "...por seu design do MiniMoog, o primeiro sintetizador compacto e fácil de usar, que abriu o caminho para o reino dos sons eletrônicos que revolucionou todos os gêneros musicais durante a última metade do século." | [ 26 ] |
| 2001 | Karlheinz Stockhausen                                       | Alemanha                                         | "...por uma carreira como compositor que se caracterizou por integridade impecável e criatividade incessante, e por ter estado na vanguarda do desenvolvimento musical por cinquenta anos." | [ 27 ] |
| 2002 | Miriam Makeba                                               | África do Sul                                    | "Foi transmitindo as forças inerentes e mensagens positivas e edificantes encontradas no verdadeiro amor pela música que Miriam Makeba desempenhou um papel ativo na luta contra a injustiça e a opressão." | [ 28 ] |
| 2002 | Sofia Gubaidulina                                           | Rússia                                           | "...cujo idioma musical intensamente expressivo e profundamente pessoal tem a capacidade de falar a um público cada vez maior de ouvintes em todo o mundo." | [ 29 ] |
| 2003 | Keith Jarrett                                               | Estados Unidos                                   | "Por meio de uma série de apresentações solo e gravações brilhantes que demonstram sua criatividade totalmente espontânea, Keith Jarrett simultaneamente elevou a improvisação de piano como uma forma de arte a novas e inimagináveis alturas." | [ 30 ] |
| 2004 | B. B. King                                                  | Estados Unidos                                   | "A dedicação total de King à sua música [...] o tornaram uma das figuras mais proeminentes do blues." | [ 31 ] |
| 2004 | György Ligeti                                               | Hungria                                          | "...por estender os limites do musicalmente concebível, de sons expansivos a novos processos surpreendentes, em um estilo totalmente pessoal que incorpora curiosidade e imaginação." | [ 32 ] |
| 2005 | Gilberto Gil                                                | Brasil                                           | "...por seu empenho criativo e inabalável em trazer ao mundo o coração e a alma da rica música brasileira." | [ 33 ] |
| 2005 | Dietrich Fischer-Dieskau                                    | Alemanha                                         | "...por sua arte única em todas as áreas do canto clássico e por suas realizações incomparáveis como intérprete penetrante e inovador de canções artísticas na língua alemã." | [ 34 ] |
| 2006 | Led Zeppelin                                                | Reino Unido                                      | "...um dos grandes pioneiros do rock." | [ 35 ] |
| 2006 | Valery Gergiev                                              | Rússia                                           | "...pela maneira como suas habilidades musicais únicas e eletrizantes aprofundaram e renovaram nosso relacionamento com a grande tradição; e por como ele conseguiu desenvolver e ampliar a importância da música artística nestes tempos modernos de mudança." | [ 36 ] |
| 2007 | Sonny Rollins                                               | Estados Unidos                                   | "Sonny Rollins elevou o solo desacompanhado ao mais alto nível artístico - tudo caracterizado por um som distinto e poderoso, swing irresistível e um senso de humor musical individual." | [ 37 ] |
| 2007 | Steve Reich                                                 | Estados Unidos                                   | "O prêmio reconhece sua habilidade única de usar repetições, técnica canônica e variação mínima de padrões para desenvolver todo um universo de música evocativa, dotado de beleza tonal imediata." | [ 38 ] |
| 2008 | Pink Floyd                                                  | Reino Unido                                      | "...por sua contribuição monumental ao longo das décadas para a fusão da arte e da música no desenvolvimento da cultura popular." | [ 39 ] |
| 2008 | Renée Fleming                                               | Estados Unidos                                   | "...em reconhecimento à sua voz sublime e incomparável e versatilidade estilística única. [...] o público em geral ficou deslumbrado com a beleza de sua voz suave e natural" | [ 40 ] |
| 2009 | Peter Gabriel                                               | Reino Unido                                      | "...por sua arte inovadora, voltada para o exterior e superadora de fronteiras." | [ 41 ] |
| 2009 | José Antonio Abreu & El Sistema                             | Venezuela                                        | "...ele criou a rede de música El Sistema, que deu a centenas de milhares de ferramentas para sair da pobreza. A criação de sucesso de José Antonio Abreu promoveu valores tradicionais, como respeito, companheirismo e humanidade." | [ 42 ] |
| 2010 | Björk                                                       | Islândia                                         | "Com sua música e letras profundamente pessoais, seus arranjos precisos e sua voz única, Björk já deixou uma marca indelével na música pop e na cultura moderna em geral, apesar de sua relativa juventude." | [ 43 ] |
| 2010 | Ennio Morricone                                             | Itália                                           | "As composições e arranjos agradáveis de Ennio Morricone elevam nossa existência a outro plano, fazendo com que o mundano pareça cenas dramáticas no escopo do cinema." | [ 44 ] |
| 2011 | Kronos Quartet                                              | Estados Unidos                                   | "Por quase 40 anos, o Quarteto Kronos revolucionou o potencial do gênero quarteto de cordas no que diz respeito a estilo e conteúdo." | [ 45 ] |
| 2011 | Patti Smith                                                 | Estados Unidos                                   | "...Patti Smith demonstrou quanto rock'n'roll existe na poesia e quanta poesia existe no rock'n'roll." | [ 46 ] |
| 2012 | Paul Simon                                                  | Estados Unidos                                   | "Ninguém mais merece o epíteto de 'compositor de classe mundial'. Por cinco décadas, Paul Simon construiu pontes não apenas sobre águas turbulentas, mas também sobre oceanos inteiros ao (re)unir os continentes do mundo com sua música." | [ 47 ] |
| 2012 | Yo-Yo Ma                                                    | Estados Unidos                                   | "Yo-Yo Ma dedicou seu virtuosismo e seu coração a jornadas de exploração e descoberta musical ao redor do mundo." | [ 48 ] |
| 2013 | Youssou N'Dour                                              | Senegal                                          | "Youssou N’Dour está mantendo a tradição griot e mostrou que ela também pode ser transformada em uma narrativa sobre o mundo inteiro. [...] Sua voz abrange a história e o futuro de um continente inteiro, sangue e amor, sonhos e poder." | [ 49 ] |
| 2013 | Kaija Saariaho                                              | Finlândia                                        | "Kaija Saariaho combina instrumentos acústicos com eletrônicos e computadores. Ela escreveu música de câmara, obras orquestrais e óperas. Kaija Saariaho é uma maestro moderna que abre os ouvidos e faz com que suas bigornas e estribos se apaixonem." | [ 50 ] |
| 2014 | Chuck Berry                                                 | Estados Unidos                                   | "Chuck Berry foi o pioneiro do rock'n'roll que transformou a guitarra elétrica no principal instrumento da música rock." | [ 51 ] |
| 2014 | Peter Sellars                                               | Estados Unidos                                   | "Peter Sellars nos mostra que a música clássica não é partitura empoeirada e precisão metronômica, mas que a música clássica, com seu violento poder e complexidade, fundamentalmente sempre foi e continuará a ser uma forma de refletir e representar o mundo." | [ 52 ] |
| 2015 | Emmylou Harris                                              | Estados Unidos                                   | "A música de Emmylou Harris contém a história e a topografia de todo o continente americano." | [ 53 ] |
| 2015 | Evelyn Glennie                                              | Reino Unido                                      | "Evelyn Glennie nos mostra que o corpo é uma câmara de ressonância e que vivemos em um universo de sons." | [ 54 ] |
| 2016 | Max Martin                                                  | Suécia                                           | "Nos últimos 20 anos, nenhum compositor no mundo escreveu melodias tão sustentáveis ou tão difundidas como as de Max Martin." | [ 55 ] |
| 2016 | Cecilia Bartoli                                             | Itália                                           | "Cecilia Bartoli adiciona novos capítulos à história da música, constrói pontes entre séculos e aprofunda a nossa compreensão do patrimônio cultural da Europa." | [ 56 ] |
| 2017 | Sting                                                       | Reino Unido                                      | "Como compositor, Sting combinou o pop clássico com uma musicalidade virtuosa e uma abertura a todos os gêneros e sons de todo o mundo." | [ 57 ] |
| 2017 | Wayne Shorter                                               | Estados Unidos                                   | "...ele escreveu várias das composições mais duradouras da história do jazz. Sem as explorações musicais de Wayne Shorter, a música moderna não teria penetrado tão profundamente." | [ 58 ] |
| 2018 | Instituto Nacional de Música do Afeganistão e Ahmad Sarmast | Afeganistão                                      | "...em reconhecimento de como esta organização inspiradora usou o poder da música para transformar a vida dos jovens." | [ 59 ] |
| 2018 | Metallica                                                   | Estados Unidos                                   | "Desde a turbulência emocional de Wagner e os canhões de Tchaikovsky, ninguém criou uma música tão física e furiosa, mas ainda assim tão acessível." | [ 60 ] |
| 2019 | Grandmaster Flash                                           | Estados Unidos                                   | "Grandmaster Flash é um cientista e um virtuoso que demonstrou que toca-discos e consoles de mixagem podem ser instrumentos musicais. Suas aventuras no toca-discos - “Adventures on the Wheels of Steel” - mudaram o rumo da música popular." | [ 61 ] |
| 2019 | Anne-Sophie Mutter                                          | Alemanha                                         | "Com seu Stradivarius embaixo do queixo, Anne-Sophie Mutter não é apenas uma musicista apaixonada e arriscada - ela também é uma contadora de histórias. Como ela mesma disse: 'A música só toca quando conta uma história'. Com seu apaixonado compromisso com a justiça, Mutter demonstra o poder e o papel-chave da música no mundo." | [ 62 ] |
| 2019 | Playing for Change                                          | Estados Unidos                                   | "...um projeto global com 15 escolas e programas de música em todo o mundo que impactaram a vida de mais de 15.000 crianças e suas comunidades vizinhas. A Playing For Change Foundation mostra como a música pode ser usada para inspirar, construir pontes entre as pessoas, criar mudanças positivas e condições para a paz." | [ 63 ] |
| 2020 | Anna Netrebko                                               | Rússia, Áustria                                  | "Com sua voz magnífica e carisma brilhante, ela é uma cantora extraordinária que mantém os clássicos vivos, esgota todas as apresentações e também chama a atenção do público novo na ópera; Anna Netrebko abre portas. Ela foi a primeira musicista clássica a ser incluída no 'The Top 100 Most Influential People' da revista Time." | [ 64 ] |
| 2020 | Diane Warren                                                | Estados Unidos                                   | "Suas canções pop incorporam a rara combinação de ser cativante e ainda assim complexo o suficiente para ser ouvido centenas de vezes, e ainda ressoar com o ouvinte. [...] Diane Warren é a fundadora da Realsongs, a editora musical de propriedade feminina de maior sucesso do mundo. Como cantora, receber uma música de Diane Warren é um presente." | [ 65 ] |
| 2021 | Cancelado devido à pandemia de COVID-19.                    | Cancelado devido à pandemia de COVID-19.         | Cancelado devido à pandemia de COVID-19. | [ 66 ] |
| 2022 | Ensemble intercontemporain                                  | França                                           | "Ensemble intercontemporain é o Stradivarius da música moderna e inspirou os maiores compositores do nosso tempo a criar novas obras-primas desde a década de 1970. Graças à sua abertura a novas tecnologias e à colaboração com outras formas de arte, este conjunto inovador tem sido extremamente importante para impulsionar o progresso. [...] Graças ao seu foco na criatividade, inovação e alta qualidade, bem como no foco no envolvimento com jovens músicos, o conjunto ajudou a avançar todo o mundo da música." | [ 67 ] |
| 2022 | Iggy Pop                                                    | Estados Unidos                                   | "Com seu grupo que definiu uma era, The Stooges, Iggy Pop criou um rock furioso misturando influências de blues e free jazz com o rugido da indústria automotiva de Michigan. [...] Um artista totalmente único que personifica e incorpora o que é o rock." | [ 68 ] |
| 2023 | Angélique Kidjo                                             | Benim                                            | "Uma artista e compositora única e imparável." | [ 69 ] |
| 2023 | Arvo Pärt                                                   | Estônia                                          | "O compositor Arvo Pärt iguala sua música à luz branca. É no encontro com o prisma da alma do ouvinte que todas as cores se tornam visíveis." | [ 70 ] |
| 2023 | Chris Blackwell                                             | Reino Unido                                      | "Como produtor musical e amante genuíno da música, Chris Blackwell tem sido uma das figuras-chave no desenvolvimento da música popular por meio século." | [ 71 ] |
| 2024 | Nile Rodgers                                                | Estados Unidos                                   | "Há poucos na história [...] que compuseram música de dança tão sofisticada e sutilmente arranjada como Nile Rodgers." "As músicas criadas por Nile Rodgers [...] são tão bem elaboradas que viverão mais que todos nós." | [ 72 ] |
| 2024 | Esa-Pekka Salonen                                           | Finlândia                                        | "Esa-Pekka Salonen é uma mestre do tom na alma e no coração. Com sua batuta resoluta, ele não apenas conduz orquestras sinfônicas, mas aponta o caminho para toda a música clássica." | [ 73 ] |
| 2025 | Barbara Hannigan                                            | Canadá                                           | "Sua musicalidade e coragem excepcionais fazem dela uma das principais intérpretes de música clássica contemporânea do mundo". | [ 74 ] |
| 2025 | Herbie Hancock                                              | Estados Unidos                                   | "Na faculdade, estudou engenharia elétrica e composição musical. Como músico, uniu esses mundos ao se aventurar no uso do piano elétrico e dos sintetizadores." "Como músico, ele influenciou o desenvolvimento do R&B, do funk e do hip-hop." | [ 75 ] |
| 2025 | Queen                                                       | Reino Unido                                      | "Com base no hard rock, Queen desenvolveu um som distinto e instantaneamente reconhecível que ninguém mais consegue emular. Energia furiosa e execução vigorosa se combinam com a harmonia virtuosa e intrincada do baterista Roger Taylor, do guitarrista Brian May e, claro, do vocalista Freddie Mercury, uma das figuras mais carismáticas da história da música, com uma voz que se estendia por quatro oitavas." | [ 76 ] |